# 兎の眼
『兎の眼』（うさぎのめ）は、日本の小説家灰谷健次郎による長編小説。また、この小説を原作として作られたドラマおよび映画作品である。「兎の目」と誤記されることもあるが、正確な表記は「兎の眼」である。

## 概要
ゴミ焼却場のある町の小学校を舞台に、大学を卒業したばかりの若い女性教師が直面する出来事や出逢いを通して、児童たちと共に成長する姿を描いた作品。
22歳の新任教師である小谷（こたに）先生が受け持った1年生のクラスには、石のように押し黙ってしゃべらない「処理所の子」鉄三がいた。「教員ヤクザ」のあだ名を持つ同僚の足立先生は、小谷先生が鉄三のタカラモノを見落としているかもしれないと示唆するのだが…。
ハエの生態に詳しい鉄三を始めとする個性的な小学生たち、壮絶な過去を持つバクじいさんなど、様々な子供や大人達の姿が、教師経験を持つ灰谷の筆によって鮮やかに描かれている。

## 書誌
- 1974年 理論社から刊行
  - 1980年 「理論社の大長編シリーズ」として再刊
  - 1988年 「日本の児童文学名作版」として再刊
  - 1996年 「理論社の文芸書版」として新装版を刊行
- 1983年 フォア文庫から文庫版として刊行
  - 2004年 「フォア文庫愛蔵版」として再刊
- 1984年 新潮文庫として新潮社から刊行
- 1998年 角川文庫として角川書店から刊行

## テレビドラマ
1976年にNHKの『少年ドラマシリーズ』でドラマ化された。主演は金沢碧。NHK名古屋制作。本作を収録したマスターテープは他の番組制作に使い回されたため、映像は残っていない。
スタッフ
- 脚本：岩間芳樹
- 音楽：熊谷賢一

キャスト
- 小谷芙美：金沢碧
- バク爺さん：加藤嘉
- 足立先生：草野大悟

ほか

## 映画
1979年に檀ふみ主演で映画化された。監督は中山節夫。配給は共同映画。2005年にDVDが発売された。
スタッフ
- 製作：福冨芳樹、五味久夫、時実象平
- 企画：坂斎小一郎
- 脚本：柳川創造、横田与志
- 音楽：山下毅雄

キャスト
- 小谷芙美：檀ふみ
- 足立先生：新克利
- バク爺さん：下條正巳
- 徳治の父：常田富士男
- 校長：溝田繁
- 高木教頭：北見唯一
- 折橋先生：矢吹二朗